# Четри, Киран
Кира́н Че́три (англ. Kiran Chetry; 26 августа 1974, Катманду, Багмати, Непал) — американская журналистка и телеведущая.

## Биография
Киран Кэрри Четри родилась в Катманду (Багмати, Непал) в семье Хома и Нэнси Четри. Когда Киран было 7 месяцев, она вместе со своими родителями переехала в США, выросла в Гейтерсберг (Мэриленд).
С 2001 по 2007 год она вела новости на «Fox News Channel». До 2011 года была ведущей утренней программы на «CNN».
До 2013 года Четри была замужем за журналистом Кристофером Ноулзом. У бывших супругов есть двое детей — дочь Майя Роуз Ноулз (род. 8 февраля 2006) и сын Кристофер Четри Ноулз (род. 17 апреля 2008).